# Berberis ilicifolia
Berberis ilicifolia (L.f., 1782) è una pianta appartenente alla famiglia delle Berberidaceae, proveniente da Argentina e Cile meridionali. Venne descritta per la prima volta nel 1782 da Carl von Linné jr..

## Descrizione

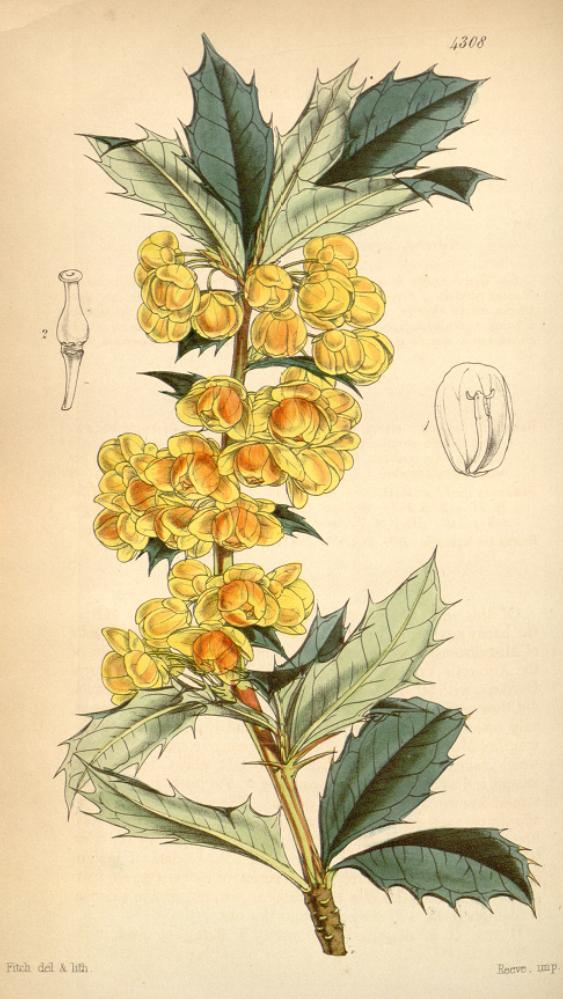
Disegno di B. ilicifolia

Questa pianta cresce come un arbusto, latifoglia e sempreverde, e può raggiungere di altezza i 4 metri. I rami più giovani sono rossi o brunastri, coperti da una leggera peluria, ma virano al grigio-giallastro con l'età. Le foglie sono ovali, lanceolate, a volte ellittiche, lunghe dai 2 ai 5 cm e di un verde scuro, lucido. Il margine della foglia non è liscio, ma seghettato, e presenta diverse spine lunghe anche 5 mm.
L'infiorescenza è un racemo composto da 3-7 fiori gialli o arancioni, lunghi da 0,5 a 1 cm, mentre il perianzio ne misura circa 14. Lo stilo misura 2 o 3 mm.
I frutti sono piccole bacche e sferiche, di circa 1 cm, e contengono da 4 a 6 semi lunghi dai 5 ai 6 mm.
Fiorisce da agosto a dicembre, mentre i frutti appaiono da novembre a marzo; questi frutti, secondo Carlos Gallardo, circa un secolo fa erano usati dagli uomini civilizzati della terra del Fuoco per dolcificare il vino.
Si incrociata con Berberis serratodentata forma l'ibrido Berberis x pseudoilicifolia.

## Distribuzione e habitat
Proviene dal Sud America; il suo areale si estende dalla Regione di Los Lagos, in Cile, a Capo Horn.
In Argentina è diffusa nella Provincia di Chubut, nella Provincia di Santa Cruz e nella Provincia di Terra del Fuoco, Antartide e Isole dell'Atlantico del Sud.
È una pianta tipica dei sottoboschi degli alberi del genere Nothofagus.